# MTU Aero Engines
MTU Aero Engines AG (Motoren- und Turbinen-Union, «МТУ Эро Энджинс АГ») — компания по производству и техническому обслуживанию двигателей для гражданской и военной авиации, базирующаяся в Мюнхене. Компания является акционерным обществом зарегистрированным на бирже, её акции входят в биржевый индекс DAX.

## История
В 1934 году была основана компания BMW Flugmotorenbau GmbH, которая отделилась от BMW AG, чтобы соответствовать более низким требованиям к публикации финансовых показателей. С одной стороны, это было связано с давлением министерства авиации Нацистской Германии, которое хотело замаскировать усилия Люфтваффе по вооружению и связанную с этим потребность в двигателях BMW. С другой стороны, учитывался и интерес руководства компании, которое хотело минимизировать риски операций, ориентированных исключительно на перевооружение. В 1936 году компания BMW построила замаскированный завод для авиационных двигателей в районе Аллах недалеко от Мюнхена, где сейчас находится штаб-квартира компании MTU Aero Engines. В 1940 году производство было расширено и начался крупносерийный выпуск авиационных двигателей BMW 801, которые использовались, например, в истребителе FW 190 и бомбардировщике Do 217. Во время Второй мировой войны использование труда подневольных рабочих в производстве было настолько значительным, что к 1943 году основная рабочая сила составляла лишь 29 %. В феврале 1943 года был создан лагерь Мюнхен-Аллах как часть концлагеря Дахау в непосредственной близости от производства BMW. Узники концлагерей работали на производстве или строили бункеры на заводских территориях для защиты производственных помещений от воздушных налетов, для чего в основном использовались узники-евреи.
В апреле 1945 года завод был занят американскими войсками и использовался как ремонтная мастерская для армейских машин и орудий. Это уберегло завод от полного демонтажа в качестве репараций. После того, как запрет на производство двигателей был снят, BMW продолжило разработку и производство авиационных двигателей вместе с BMW Triebwerkbau GmbH в 1957 году.
В 1960 году компания MAN приобрела 50 % акций BMW Triebwerkbau GmbH, а в 1965 году приобрела оставшиеся акции. BMW Triebwerkbau GmbH была объединена с MAN Turbomotoren GmbH с образованием новой компании MAN Turbo GmbH. В 1969 году было основано MTU (Motoren- und Turbinen-Union) как совместное предприятие MAN и Daimler-Benz. Из-за изменения законодательства и необходимости разработки новых двигателей обе компании объединили свои производства двигателей внутреннего сгорания (дизельные двигатели и турбины) для большегрузных автомобилей, включая двигатели Maybach. В результате новые V-образные двигатели (Mercedes-Benz OM400 и MAN D253x/D2542) имели общую конструкцию, и только поршни и головки цилиндров были разработаны обеими компаниями независимо друг от друга. Первоначально деятельность двух материнских компаний была сосредоточена в одном месте: авиакосмические двигатели в Мюнхене, а поршневые двигатели и стационарные газовые турбины во Фридрихсхафене. Позже предприятие во Фридрихсхафене было преобразовано в отдельную дочернюю компанию под названием MTU Friedrichshafen (сегодня Rolls-Royce Power Systems).
В 1985 году тогдашняя Daimler-Benz AG приобрела оставшиеся 50 % акций MAN и сделала MTU частью группы DASA. Это соответствовало корпоративной стратегии Эдзарда Рейтера в то время, заключавшейся в том, чтобы позиционировать группу как можно шире, а не концентрироваться на одном основном бизнесе. Поскольку MTU Aero Engines является производителем двигателей, а не производителем самолётов или космической техники, то она не была интегрирована в новую европейскую аэрокосмическую компанию, когда DASA объединилась с другими производителями самолётов и космических аппаратов, чтобы сформировать EADS в 2000 году. Таким образом, MTU оставалась дочерней компанией группы DaimlerChrysler.
Преемник Эдзарда Ройтера, Юрген Шремпп, преобразовал группу DaimlerChrysler в чистого производителя автомобилей. Поэтому для авиационного подразделения MTU больше не было места в группе, что привело к продаже части первоначального MTU американской группе частных инвесторов KKR в 2003 году. 6 июня 2005 года KKR вывела новую компанию MTU Aero Engines на биржу. Акции компании были включены в MDAX с 19 сентября 2005 года. В январе 2006 года KKR полностью продала свои акции, и с тех пор 100 % акций находятся в свободном обращении.
В апреле 2013 года наблюдательный совет компании назначил предыдущего финансового директора Райнера Винклера генеральным директором MTU Aero Engines AG 1 января 2014 года. Контракт Эгона Беле больше не продлевался. 23 сентября 2019 года, после увеличения цены акций на 750 % в течение десяти лет, MTU поднялась из MDAX в качестве нового члена в лигу 30 самых ценных листинговых компаний DAX.

## Структура компании и направления деятельности
MTU Aero Engines разрабатывает, производит, продаёт, ремонтирует и обслуживает коммерческие и военные авиационные двигатели различных классов тяги и мощности, а также стационарные промышленные газовые турбины и морские газовые турбины. В дополнение к компрессорам высокого давления и турбинам низкого давления компания разрабатывает и производит другие компоненты двигателей, такие как центральные рамы турбин, выходные корпуса турбин и щеточные уплотнения.
MTU Aero Engines является партнёром почти каждого современного двигателя гражданской авиации. MTU поддерживает тесные связи со всеми крупными производителями, такими как Pratt & Whitney, General Electric, Rolls-Royce, Safran Aircraft Engines и GKN Aerospace через ассоциированные холдинги и дочерние компании (MTU Aero Engines North America).
С основанием в 1979 году первого предприятия по техническому обслуживанию, MTU Maintenance Hannover, MTU занялась техническим обслуживанием коммерческих двигателей в больших масштабах. Компания активно работает на рынке технического обслуживания с группой технического обслуживания и местными офисами в Лангенхагене (Ганновер), Людвигсфельде (Берлин), Ванкувере (Канада) и Чжухае (КНР).
Предприятие в Ганновере является сердцем технического обслуживания группы и ремонтирует средние и большие коммерческие двигатели. К ним относятся двигатели GE CF6-50 и CF6-80C2, General Electric GE90, Pratt & Whitney PW2000, Pratt & Whitney PW1100, General Electric/Snecma CFM56-7 и IAE V2500. MTU Maintenance Berlin-Brandenburg со штаб-квартирой в Людвигсфельде специализируется на авиационных двигателях с низкой и средней тягой и мощностью, а также на промышленных газовых турбинах. Предприятие обслуживает двигатели Pratt & Whitney Canada — PT6A, PW200, PW300 и PW500, а также семейство CF34 компании GE. На площадке также расположен центр по промышленным газовым турбинам.
Компания имеет в общей сложности 14 офисов по всему миру. Техническое обслуживание гражданского сектора приносит компании около 65 процентов оборота. На разработку и производство коммерческих двигателей приходится около 24 процентов оборота, а на военный бизнес — 11 процентов. С 2009 года компания также открывает для публики собственный музей MTU Edi Strack в Мюнхене раз в квартал в одно из воскресенье с 13:00 до 18:00 часов за исключением «Долгой ночи мюнхенских музеев».
В 2002 году компания получила награду German Industry Innovation Award. В 2013 году компания MTU Aero Engines снова получила награду German Industry Innovation Award в категории крупных компаний за разработку высокоскоростной турбины низкого давления двигателя Pratt & Whitney PW1000G.
Основным рынком для компании являются США, на них в 2022 году пришлось 64 % выручки, далее по значимости следуют Германия (14 %), остальная Европа (7 %), Азия (4 %). Около трети выручки пришлось на продажу модулей и комплектующих для двигателей гражданских и военных самолётов; 2/3 выручки приходится на ремонт и обслуживание авиационных двигателей и газовых турбин.